# Polygala obversa
Polygala obversa är en jungfrulinsväxtart som beskrevs av R.A.Kerrigan. Polygala obversa ingår i släktet jungfrulinssläktet, och familjen jungfrulinsväxter. Inga underarter finns listade i Catalogue of Life.